# 더 코리스
더 코리스(The Corries)는 1962년에 결성된 스코틀랜드의 포크 그룹이다. 그룹의 이름은 스코틀랜드에 많이 분포하는 특수한 빙하 지형인 권곡을 뜻하는 'corrie'에서 따 왔다. 

## 결성
1962년에 최초로 결성되었을 때 이름은 더 코리 보이스(The Corrie Voice)로, 에든버러 예술대학교(ECA)에서 건축을 전공한 앤디 터너(Andy Turner), 빌 스미스, 론 코크번 등의 3인조 가수이었다. 그러나 공식 활동은 전혀 하지 않은 상태에서 앤디 터너가 탈퇴하고 로이 윌리엄슨이 가입하였으며, 론 코크번도 곧 탈퇴하고 로니 브라운과 패디 벨이 가입하였으며, 더 코리 포크 트리오 앤드 패디 벨(The Corrie Folk Trio & Paddie Bell'로 이름을 바꾸고부터 공식 활동이 시작되었다. 로이 윌리엄슨과 로니 브라운은 1955년에 처음 만난 ECA 동창으로, 대학 졸업 후에는 둘 다 미술 교사로 일했다. 역시 ECA 출신인 빌 스미스는 건축 기사였고, 패디 벨은 비서였다. 그러나 1965년에는 패디 벨이, 1966년에는 빌 스미스가 탈퇴하면서 이후 1990년 윌리엄슨이 뇌종양으로 사망할 때까지 2인조 그룹으로 운영되었다.

## 구성원
| 멤버 이름     | 멤버 이름                       | 활동 기간     | 출생 년도 | 사망 년도 | 비고 |
| ------------- | ------------------------------- | ------------- | --------- | --------- | ---- |
| 로니 브라운   | Ronnie Browne                   | 1962 ~ 1990년 | 1937년    |           |      |
| 로이 윌리엄슨 | Roy Murdoch Buchanan Williamson | 1962 ~ 1990년 | 1936년    | 1990년    |      |
| 빌 스미스     | Bill Smith                      | 1962 ~ 1990년 | 1936년    |           |      |
| 패티벨        | Paddie Bell                     | 1962 ~ 1990년 | 1931년    | 2005년    |      |

## 음악적 경향
음악적 경향을 보면 고전 포크송을 현대화하는 데 앞장섰다. 구체적인 예로 스코틀랜드의 고전 포크송(애니 로리(Annie Laurie), 로크 로몬드(Loch Lomond), 스카이 보트 송(Skye boat song), 로크 테이 보트 송(Loch Tay boat song), 다크 로크나가르(Dark Lochnagar), 보니 던디(Bonnie Dundee), 블루벨스 어브 스코틀랜드(Bluebells of Scotland), 킬리크랭키(Killiecrankie) 등)이 있다. 또한 포크 스타일의 대중가요(스코틀랜드의 꽃(Flower of Scotland), 로지스 어브 프린스 찰리(Roses of Prince Charlie), 리버티(Liberty), 컴 바이 더 힐스(Come by the Hills), 매서커 어브 글렌코(Massacre of Glencoe), 스코틀랜드 윌 플로리시(Scotland Will Flourish), 도닝 어브 더 데이(Dawning of the Day), 보니 블루(Bonnie Blue) 등)를 많이 불렀는데, 이 중에는 스코틀랜드의 민족 감정을 자극하는 것들이 많이 있다. 또한 코미디 곡들도 많이 있는데, 브릭레이어스 송(Bricklayers Song), 선데이 드라이버(Sunday Driver), 포트리 키드(Portree Kid) 등이 대표적이다. 더 코리스는 라이브 공연 시에 코러스를 부를 때 관객들이 동참하도록 유도했고, 심지어 본인들은 기타만 치고 코러스를 관객들에게 맡기기도 했으며, 관객들에게 곡을 소개할 때 농담을 섞는 등 관객들과의 호흡을 중요시했다. (주: 모든 곡명에서 맨 앞에 오는 정관사 'The' 가 있는 경우 이는 생략함)

## 대표곡
플라워 어브 스코틀랜드(Flower of Scotland)-1969년 'In Concert', 1974년 'Live From Scotland Volume 1',1983년 녹화된 'The Lads among Heather Volume 1'과 1985년 녹화된 'The Lads among Heather Volume 2'에 수록 

로지스 어브 프린스 찰리(Roses of Prince Charlie)-1974년 'Live From Scotland Volume 1', 1983년 녹화된 'The Lads among Heather Volume 1'과 1985년 녹화된 'The Lads among Heather Volume 2'에 수록 

(주: 컴필레이션 앨범에 실린 것이나 현재 절판된 것은 제외함)

## 스코틀랜드의 국가
스코틀랜드의 비공식 국가로 불리는 '스코틀랜드의 꽃(Flower of Scotland)'는 이 그룹의 멤버인 로이 윌리엄슨이 작사하였고 이후 더 코리스가 대중가요로서 부르던 것이 1990년에 국가로 채택된 것이다.

## 자체 악기 콤볼린
1969년 여름에 로이 윌리엄슨은 스스로 목재를 가공하여 자체 악기인 두 대의 콤볼린을 만들었다. 로이 윌리엄슨과 로니 브라운의 것이 모양이 조금 다른데, 하나는 기타와 반두리아, 시타르를 결합하였고, 다른 하나는 기타와 만돌린, 베이스 현을 결합하였다. 이후 더 코리스 앨범에 실린 많은 곡들이 콤볼린으로 반주되었다.

## 해체와 뒷이야기
로이 윌리엄슨은 오랫동안 천식을 앓아 건강이 좋지 않았다. 1989년의 마지막 투어 도중에 로이 윌리엄슨의 건강은 더욱 악화되었다. 이후 1990년 1월, 로이 윌리엄슨은 뇌종양 진단을 받았다. 1990년 8월 12일, 로이 윌리엄슨의 사망으로 더 코리스는 해체되었다. 로니 브라운은 이후 솔로 가수로 12년 동안 활동하다가 2002년에 물러났으며, 현재는 행사 때 군중들 앞에서 스코틀랜드 국가를 선창하는 정도만 계속 하고 있다. 패디 벨은 1965년 탈퇴 이후 몇 년간 솔로 가수로 활동했지만, 오랫동안 활동을 중단하였다가 1990년대에 복귀하였고, 2005년에 사망하였다.

## 디스코그래피
현재 CD로 재제작되어 있고, 시중에서 구입할 수 있는 앨범들만 수록하였으며, 그 가운데에서도 컴필레이션 앨범은 제외하였다. CD로 나온 것들은 두 개씩 합본된 경우가 많다. 

The Corrie Folk Trio and Paddie Bell (1964) 

The Promise Of The Day (1965) 

Those Wild Corries (1966) 

Bonnet, Belt and Sword (1967) 

Kishmul's Galley (1968) 

In Concert (1969) 

Scottish Love Songs (1969) 

Strings and Things (1970) 

"Live" a Live O (1972) 

Sound The Pibroch (1972) 

A Little Of What You Fancy (1973) 

Live from Scotland Volume 1 (1974) 

Live from Scotland Volume 2 (1975) 

Live from Scotland Volume 3 (1975) 

Live from Scotland Volume 4 (1977) 

Peat Fire Flame (1977) 

Stovies (album) (1980) (live) 

The Dawning of the Day (1982) (live) 

Scotland Will Flourish (1985) (live) 

Barrett's Privateers (1987) (live) 

The Bonnie Blue (1988) (live) 

(이하 4개는 로이 윌리엄슨 사후 발매) 

Flower of Scotland(1990)-여기에 수록된 <Flower Of Scotland>는 1974년도 앨범 <Live from Scotland Volume 1>에서 가져왔고, 나머지 곡들은 녹음 연도 미상

The Lads among Heather Volume 1(2004)-1983년 녹화 

The Lads among Heather volume 2(2005)-1985년 녹화 

The Corries 21st Anniversary Concert Double CD(2010)-1981년 녹화 